# Куру
Куру је неизлечиво дегенеративно неуролошко обољење, односно врста заразне спонгиформне енцефалопатије. Ова болест ствара физиолошке и неуролошке симптоме који воде у смрт. Куру је била ендемска болест у племену Форе на Папуа Новој Гвинеји, а сама реч куру на језику овог племена значи трести се. Идентификована је 1950-их после епидемије куруа у овом племену. Симптоми су главобоља, тресење удова, губитак координације трупа, и прогресивно погоршање стања до смрти која наступа за најмање 18 месеци. Сматра се да ову болест изазивају приони и да је сродна Кројцфелд-Јакобовој болести. Позната је и као „болест смејања“, јер оболели често падну у стање патолошког смејања.
Куру је истраживао Данијел Карлтон Гајдусек, а 1976. је са Барухом Блумбергом награђен Нобеловом наградом за медицину за доказ да се куруом могу заразити шимпанзе. То је била прва демострација заразне енцефалопатије и основ за проучавање прионских болести.
Сматра се да се болест проширила у племену Форе због њихових ендоканибалистичких погребних обичаја, при којима би рођаци јели тело покојника да би тако повратили „животну силу“. Средње време инкубације ове болести је 14 година, а максимално до 40.